# Estados da Linha da Frente
Os Estados da Linha da Frente (ELF) foi uma aliança de países africanos existente da década de 1960 até o início da década de 1990, com o objetivo de acabar com o colonialismo e com os regimes segregacionistas da África Austral. A Linha da Frente incluía inicialmente Botsuana, Tanzania e Zambia, agregando depois Angola, Moçambique e Zimbábue, tendo terminado após a eleição de Nelson Mandela como Presidente da África do Sul em 1994.

## Criação dos Estados da Linha de Frente
O conceito dos ELF nasceu no seio do Comitê de Libertação da Organização da Unidade Africana (OUA) e também do papel desempenhado pela Tanzânia como retaguarda de apoio aos movimentos de libertação da África Austral, nomeadamente no apoio à Frente de Libertação de Moçambique (FRELIMO).
A criação dos ELF foi importante, pois marcou o início da coordenação dos países da África Austral na oposição aos regimes de minoria branca. Devido à força do regime sul-africano, as ações dos ELF tiveram como foco inicial apoiar outros movimentos de libertação na região. Pouco a pouco, os ELF passaram a ser considerados pela comunidade internacional como a vertente política de combate ao colonialismo e ao regime segregacionista do apartheid.
As independências de Angola e Moçambique vieram alterar o equilíbrio de forças numa região onde os estados negros independentes tinham sido, até então, demasiado fracos para se oporem aos regimes de minoria branca. Todos os estados negros, em maior ou menor grau, apoiavam os movimentos de libertação que atuavam no continente africano. Porém, esse apoio era quase sempre limitado, por um lado, devido à falta de coordenação no apoio prestado, e, por outro, devido ao poderio militar e econômico da África do Sul, responsável pela política do apartheid.
Nesse sentido, no ano de 1976, Botswana, Tanzânia e Zâmbia decidiram expandir os ELF, agregando Angola e Moçambique. O objetivo fundamental era o de coordenar esforços, recursos e estratégias de apoio aos movimentos de libertação que atuavam na região: o ANC e o Congresso Pan-Africano, na África do Sul; a SWAPO, na Namíbia; e a Zimbabwe African National Union (ZANU) e Zimbabwe African People's Organisation (ZAPU), na Rodésia.
Em 1980, o Zimbábue foi finalmente agregado ao grupo.
Após o seu fim, com o desmantelamento do último regime segregacionista, a aliança chegou informalmente ao fim. Em seu lugar opera principalmente a internacional partidária Antigos Movimentos de Libertação da África Austral.